# Shōō
Shōō (jap. 奈義町 Shōō-chō) – miasto w Japonii, na wyspie Honsiu, w prefekturze Okayama. Według danych na rok 2020 miejscowość zamieszkiwało 10 888 mieszkańców , a gęstość zaludnienia wyniosła 201,4 os./km².